# باول ويلر (سياسي)
باول ويلر (بالإنجليزية: Paul Weller)‏ هو فلاح وسياسي أسترالي، ولد في 3 أبريل 1959 في أستراليا. حزبياً، نشط في الحزب الوطني الأسترالي. وقد انتخب عضو الجمعية التشريعية فيكتوريا.